# Борзайкасы
Борзайкасы́ (чув. Пӑрсайкасси) — деревня в Цивильском районе Чувашской Республики. Входит в состав Медикасинского сельского поселения.

## География
Находится в северной части Чувашии на расстоянии приблизительно 17 км на юг по прямой от районного центра города Цивильск.

## История
Известна с 1859 года как околоток деревни Старые Шигали (ныне в составе Анчиккасы) с 12 дворами и 71 жителем. В 1897 году — 120 жителей, 1926 — 25 дворов, 118 жителей, 1939—117 жителей, 1979 83. В 2002 году было 19 дворов, в 2010 — 20 домохозяйств. В период коллективизации образован колхоз «Муравей», в 2010 году действовало ООО КФХ «Луч».

## Население
Постоянное население составляло 51 человек (чуваши 99 %) в 2002 году, 47 в 2010.